# Bourran

Bourran este o comună în departamentul Lot-et-Garonne din sud-vestul Franței. În 2009 avea o populație de 598 de locuitori.

## Evoluția populației
| An        | 1975 | 1982 | 1990 | 1999 | 2006 | 2009 |
| --------- | ---- | ---- | ---- | ---- | ---- | ---- |
| Populație | 605  | 608  | 613  | 578  | 609  | 598  |